# Fieldův kov
Fieldův kov nebo také Fieldova slitina (pojmenováno po Simonu Quellenu Fieldovi), je za normálního tlaku snadno tavitelná slitina s teplotou tavení přibližně 62 °C.
Jedná se o eutektickou slitinu bismutu (Bi) (32,5 %), india (In) (51 %) a cínu (Sn) (16,5 %) (udáno v hmotnostních procentech).
Pro svou nízkou teplotu tavení nachází uplatnění převážně ve slévárenství při výrobě modelů. Další slitinou s nízkou teplotu tavení je Woodův kov, avšak pro obsah toxického kadmia a olova není běžně využíván.